# Saint-Georges-sur-Renon
Saint-Georges-sur-Renon és un municipi francès situat al departament de l'Ain i a la regió d'Alvèrnia-Roine-Alps. L'any 2007 tenia 192 habitants.

## Demografia

### Població
El 2007 la població de fet de Saint-Georges-sur-Renon era de 192 persones. Hi havia 63 famílies de les quals 12 eren unipersonals (4 homes vivint sols i 8 dones vivint soles), 20 parelles sense fills i 31 parelles amb fills.
La població ha evolucionat segons el següent gràfic:
Habitants censats

### Habitatges
El 2007 hi havia 76 habitatges, 69 eren l'habitatge principal de la família, 5 eren segones residències i 2 estaven desocupats. 74 eren cases i 2 eren apartaments. Dels 69 habitatges principals, 59 estaven ocupats pels seus propietaris i 10 estaven llogats i ocupats pels llogaters; 7 tenien tres cambres, 24 en tenien quatre i 38 en tenien cinc o més. 61 habitatges disposaven pel capbaix d'una plaça de pàrquing. A 24 habitatges hi havia un automòbil i a 43 n'hi havia dos o més.

### Piràmide de població
La piràmide de població per edats i sexe el 2009 era:
| Homes | Edats   | Dones |
| ----- | ------- | ----- |
| 0     | 95 o +  | 0     |
| 0     | 90 a 94 | 0     |
| 0     | 85 a 89 | 0     |
| 0     | 80 a 84 | 4     |
| 0     | 75 a 79 | 0     |
| 4     | 70 a 74 | 0     |
| 4     | 65 a 69 | 4     |
| 0     | 60 a 64 | 4     |
| 12    | 55 a 59 | 12    |
| 8     | 50 a 54 | 8     |
| 4     | 45 a 49 | 4     |
| 8     | 40 a 44 | 4     |
| 8     | 35 a 39 | 8     |
| 0     | 30 a 34 | 4     |
| 4     | 25 a 29 | 4     |
| 8     | 20 a 24 | 4     |
| 0     | 15 a 19 | 4     |
| 4     | 10 a 14 | 4     |
| 16    | 5 a 9   | 4     |
| 8     | 0 a 4   | 4     |

## Economia
El 2007 la població en edat de treballar era de 130 persones, 98 eren actives i 32 eren inactives. De les 98 persones actives 95 estaven ocupades (49 homes i 46 dones) i 3 estaven aturades (2 homes i 1 dona). De les 32 persones inactives 12 estaven jubilades, 10 estaven estudiant i 10 estaven classificades com a «altres inactius».

### Ingressos
El 2009 a Saint-Georges-sur-Renon hi havia 69 unitats fiscals que integraven 202 persones, la mediana anual d'ingressos fiscals per persona era de 19.400,5 €.

### Activitats econòmiques
Dels 5 establiments que hi havia el 2007, 1 era d'una empresa de construcció, 3 d'empreses de comerç i reparació d'automòbils i 1 d'una empresa de transport.
Dels 2 establiments de servei als particulars que hi havia el 2009, 1 era un taller de reparació d'automòbils i de material agrícola i 1 lampisteria.
L'any 2000 a Saint-Georges-sur-Renon hi havia 7 explotacions agrícoles que ocupaven un total de 188 hectàrees.

## Poblacions més properes
El següent diagrama mostra les poblacions més properes.